# 扎格斯塔淖尔
扎格斯塔淖尔(又称扎格斯特诺尔)是位于中国内蒙古自治区锡林郭勒盟锡林浩特市巴彦锡勒牧场东部的一个湖泊。其位置约为东经116°53′,北纬43°3′。湖面海拔1300米，面积约2平方公里，主要沉积物为石盐和芒硝。扎格斯塔淖尔来自蒙古语，是有鱼的湖的意思。